# Karl Landsteiner-penning
De Karl Landsteiner-penning is een onderscheiding van het Nederlandse Rode Kruis.
Deze legpenning was de eerste Nederlandse onderscheiding voor bloeddonaties. De Karl Landsteiner-penning werd ingesteld door het hoofdbestuur van het Nederlandse Rode Kruis in een besluit van 29 mei 1931 en tot 1971 verleend. Het bestuur eerde daarmee dr. Karl Landsteiner.
Er waren drie graden en twee uitvoeringen.
- De Karl Landsteiner-penning in goud werd aan personen, die zich "op zeer bijzondere wijze voor de bloedtransfusiedienst verdienstelijk hebben gemaakt" verleend.
- De Karl Landsteiner-penning in zilver werd aan personen, die zich voor de organisatie en de bloei van de bloedtransfusiedienst op bijzondere wijze verdienstelijk hebben gemaakt geschonken.
- De Karl Landsteiner-penning in brons werd aan mensen die bloed gaven verleend, in eerste instantie voor de eerste maal dat men bloed gaf, na 17 november 1939 voor vijf maal bloeddonatie, van 17 november 1939 tot 24 april 1942 werd hij voor drie maal bloed geven toegekend en tussen 24 april 1942 en 2 maart 1944 mocht een bloeddonor pas bij de vijftiende maal dat hij of zij bloed gaf op een legpenning rekenen.
- Later werd donoren na 5 respectievelijk 20 transfusies de Landsteinerpenning respectievelijk plaquette in brons toegekend.

Op 2 maart 1971 werd de bronzen legpenning voor de bloeddonoren vervangen door de Karl Landsteiner-plaquettes die tot 1995 hebben bestaan. De zilveren en verguld bronzen penningen werden in 1959 iets kleiner gemaakt.

## De vormgeving

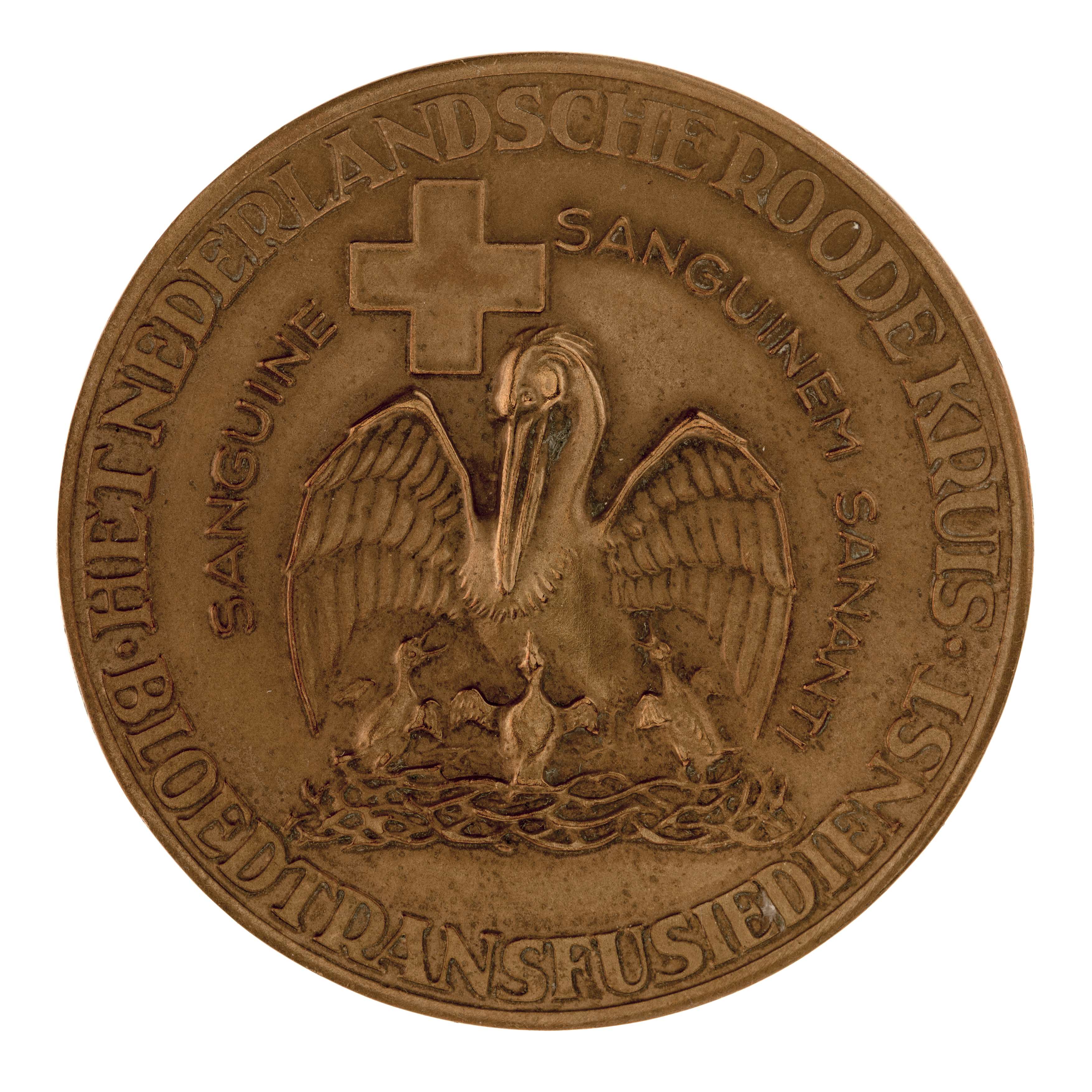
Pelikaan op Landsteinerpenning

De Karl Landsteiner-penning was een door Jac.J. van Goor ontworpen ronde schijf met een diameter van vijf centimeter, later vier, met op de voorzijde het portret van Karl Landsteiner en het opschrift "PROF.DR.KARL.LANDSTEINER".
Van de keerzijde zijn verschillende versies bekend. Er zijn vooroorlogse penningen van de afdeling Rotterdam met een kruis, de woorden "HET NEDERLANDSCHE ROODE KRUIS" en de (corrupte) Latijnse tekst "SANGUINE SANGUINEM SANANTI".
Op de keerzijde van de landelijk gebruikte penning voedt een pelikaan met opengeslagen vleugels haar jongen met het eigen bloed. De pelikaan was in de middeleeuwen het zinnebeeld van de naastenliefde. Links boven de pelikaan staat het embleem van het Rode Kruis; het Kruis van Genève. Het Latijnse randschrift luidt "SANGUINE SANGUINEM SANATI". Op het tweede randschrift lezen we "HET NEDERLANDSCHE ROODE KRUIS . BLOEDTRANSFUSIEDIENST".
Deze vooroorlogse spelling werd niet aan de spellinghervormingen aangepast.
Er was niet in een baton of lint voorzien en men kon de penning dus niet dragen.